# Konkurenční doložka
Konkurenční doložka v pracovním právu je smluvním ujednáním mezi zaměstnavatelem a zaměstnancem, které omezuje výdělečné činnosti zaměstnance po skončení zaměstnání, maximálně však na dobu jednoho roku. Může se vztahovat pouze k pracovní činnosti, která by byla shodná s předmětem činnosti zaměstnavatele nebo která by vůči němu měla konkurenční povahu. Součástí konkurenční doložky je závazek zaměstnavatele, že poskytne zaměstnanci přiměřené peněžité vyrovnání. Předmětem závazku je ochrana předmětu činnosti zaměstnavatele (know-how) pro dobu po skončení pracovního vztahu zaměstnance.
Vedle konkurenční doložky v pracovním právu se předpokládá i existence konkurenční doložky v právu obchodním, která má jisté odlišnosti. Jejím specifickým typem pak je výslovně upravená konkurenční doložka mezi obchodním zástupcem a zastoupeným.

## Konkurenční doložka v českém pracovním právu

### Historie
V českém prostředí bylo konkurenční jednání upraveno zákonem již od poloviny 19. století, zákonná úprava konkurenčního jednání zaměstnance po skončení pracovního poměru však přišla až se zákonem č. 20/1910 ř. z., o obchodních pomocnících. Tento zákon byl inspirován německou právní úpravou a později byl skrze tzv. recepční normu přejat do právního řádu první republiky.
Obdobná úprava se nacházela i v zákoně o soukromých zaměstnancích z r. 1934, kde se hovořilo o „soutěžní doložce“. Mohla být sjednána jen u zaměstnanců, kteří měli „možnosti nahlédnouti do výrobních nebo obchodních tajemství zaměstnavatelových“ a kteří dosahovali určitého výdělku.
Zákon o soukromých zaměstnancích byl účinný až do poloviny 60. let 20. století, ustanovení o soutěžní doložce však v období komunismu prakticky neměla smysl. Zákoník práce z r. 1965 podobnou úpravu vůbec neobsahoval. V 90. letech byla možnost sjednání konkurenční doložky spornou otázkou.
Zákonem byla konkurenční doložka upravena až v r. 2000, kdy byla novelou přidána do § 29 zákoníku práce. Později se přesunula do § 29a, ze kterého vychází i úprava konkurenční doložky v zákoníku práce z r. 2006.

### Sjednání konkurenční doložky
Konkurenční doložka může být sjednána přímo v pracovní smlouvě nebo i mimo ni. Nezbytnou podmínkou je, aby byla sjednána v písemné podobně, jinak je neplatná. Dále zákon vyžaduje, aby součástí dohody bylo i poskytnutí přiměřeného peněžitého vyrovnání ze strany zaměstnavatele, a to nejméně ve výši jedné poloviny průměrného měsíčního výdělku za každý měsíc, kdy je zaměstnanec konkurenční doložkou omezen. Konkurenční doložka v pracovním právu nesmí být sjednána na dobu delší než jeden rok.
Sjednat konkurenční doložku lze jen za předpokladu, že to je možné od zaměstnance spravedlivě požadovat s ohledem na povahu informací, poznatků, znalostí pracovních a technologických postupů, které získal v zaměstnání u zaměstnavatele. Dále je podmínkou, aby využití těchto informací, poznatků a znalostí při další výdělečné činnosti zaměstnance mohlo původnímu zaměstnavateli závažným způsobem ztížit jeho činnost.
Činnost, jejíž výkon zaměstnancem je po skončení pracovního poměru omezen, musí být činností výdělečnou. To ovšem neznamená, že by muselo jít výhradně o pracovní poměr. Výdělečnou činnost může představovat i dohoda o provedení práce, podnikání na základě živnostenského listu, výdělek podle občanského zákoníku apod.
Pro případ porušení povinností plynoucích zaměstnanci z konkurenční doložky je možné sjednat smluvní pokutu. Ta musí být přiměřená povaze a významu stanovených podmínek, tedy i výši peněžitého vyrovnání, které poskytuje zaměstnavatel. Jestliže bývalý zaměstnanec poruší svou povinnost podle konkurenční doložky a zaplatí smluvní pokutu, jeho závazek tím zaniká. Tím se toto pojetí smluvní pokuty liší od pojetí obecné smluvní pokuty podle občanského zákoníku, podle kterého by původní závazek zaplacením smluvní pokuty nezanikal.

#### Nemožnost sjednání
Je čistě na vůli smluvních stran (zaměstnance a zaměstnavatele), zda konkurenční doložku sjednají či nikoli. Konkurenční doložku však není možné použít na pedagogické pracovníky škol a školských zařízení zřizovaných Ministerstvem školství, mládeže a tělovýchovy, krajem, obcí a dobrovolným svazkem obcí, jehož předmětem činnosti jsou úkoly v oblasti školství, a na pedagogické pracovníky v zařízeních sociálních služeb.

### Porušení
Poruší-li bývalý zaměstnanec svou povinnost a bude vykonávat výdělečnou činnost, která je podle konkurenční doložky zakázána, může se jeho bývalý zaměstnavatel domáhat upuštění od této činnosti. Tohoto svého práva se může domáhat i soudní cestou. Je-li stanovena smluvní pokuta, může se zaměstnavatel domáhat jejího zaplacení. V případě státních zaměstnanců je tato částka stanovena jako dvojnásobek poměrné části peněžitého vyrovnání, která se určí počtem dnů od počátku porušení zákazu konkurence do konce jeho trvání.

### Výpověď a odstoupení
Zaměstnavatel může od konkurenční doložky odstoupit pouze po dobu trvání pracovního poměru zaměstnance. Odstoupení znamená zánik závazku od samého počátku, hledí se na něj, jako by nikdy nevznikl. Zaměstnanec může konkurenční doložku vypovědět, a následně provozovat činnosti, kterou mu zakazovala, jestliže mu zaměstnavatel nevyplatil peněžité vyrovnání. Nicméně konkurenční doložka zaniká až začátkem následujícího měsíce.

### Konkurenční doložka u státních zaměstnanců
Zákon o státní službě sjednání konkurenční doložky v případě státních zaměstnanců nevylučuje, hovoří o ní jako o zákazu konkurence. Oproti obecné úpravě v zákoníku práce obsahuje určité odlišnosti. Například peněžité vyrovnání, které stát v případě sjednání zákazu konkurence vyplácí některým bývalým zaměstnancům, není stanoveno v minimální výši jedné poloviny průměrného výdělku, ale paušálně jako celý průměrný výdělek.

## Konkurenční doložka v českém obchodním právu
Ačkoli je konkurenční doložka typická pro právo pracovní, může se vyskytovat i v oblasti obchodního práva. V té nejde o pracovněprávní vztah a ustanovení zákoníku práce se neuplatní.

### Konkurenční doložka v obchodním zastoupení
Podle občanského zákoníku může být ujednáno, že obchodní zástupce po zániku obchodního zastoupení nesmí vykonávat činnost, která by měla soutěžní povahu ve vztahu k podnikání zastoupeného. Toto omezení se vztahuje na určené území nebo vůči určenému okruhu osob na tomto území a nezáleží na tom, zda obchodní zástupce bude činnost vykonávat na vlastní či cizí účet.
Zákon zde vychází ze staré úpravy v obchodním zákoníku. Konkurenční doložka podle občanského zákoníku je limitována, na rozdíl od zákoníku práce, na dva roky. Je-li tato doba překročena, je konkurenční doložka neplatná a neplatnost by se vztahovala na celou konkurenční doložku. Zásadním rozdílem je také to, že součástí závazku nemusí být peněžité vyrovnání. Na druhou stranu zákon výslovně dává možnost soudu konkurenční doložku omezit v případě, že do práv obchodního zástupce zasahuje ve zbytečné míře. Půjde o případy, kdy konkurenční doložka, zejména svou délkou zákazu konkurence, by byla nepřiměřená a neodpovídala by pravidlům poctivého obchodního styku.

### Zakázaná konkurenční doložka
V oblasti hospodářské soutěže občanský zákoník stanoví jistá omezení pro podobu konkurenční doložky. Dotčena je konkurenční doložka obecně, tedy ve smyslu jakéhokoli ujednání, které druhé smluvní straně zakazuje soutěžní činnost na určitém území, vůči určitému okruhu činnosti a okruhu osob. Nejde tedy pouze o konkurenční doložku v obchodním zastoupení.
Zákon zakazuje ujednání konkurenční doložky na dobu neurčitou či více než pět let. Navíc nesmí být konkurenční doložka ujednána v míře, která by zavázanou stranu zbytečně omezovala. Poruší-li se tento zákaz, může soud na návrh dotčené strany konkurenční doložku omezit, zrušit, nebo prohlásit za neplatnou.